# Liedi Bernucci
Liedi Bernucci (Jarinu, 11 de julho de 1958) é uma engenheira brasileira. Foi a primeira  
mulher a assumir a diretoria da Escola Politécnica da USP para o período de 2018-2022. Foi também a primeira mulher a ocupar a vice-diretoria da Poli (2014-2018), a primeira mulher a ser escolhida como “Professor do Ano” pela Associação dos Engenheiros Politécnicos (AEP), homenagem recebida em 2016, além de ser a primeira Professora Titular no curso de Engenharia de Transportes da Poli-USP.

## Carreira
Sua formação básica foi sempre em escola pública e, em 1976, ingressou na USP no curso de geologia, mas decidiu fazer o vestibular novamente em 1977. Optou, no segundo ano, em fazer Engenharia Civil e concluiu a graduação em 1981. Liedi se planejou e se organizou desde o início da docência para seguir a carreira acadêmica e, em 1980, ela entrou em contato com atividades de gestão, quando formou uma chapa que venceu as eleições do centro acadêmico de Engenharia Civil (CEC) da Poli-USP. 
Durante o mestrado em Engenharia Geotécnica na Poli-USP, concluido em 1987, realizou entre 1984 e 1986 parte de sua pesquisa na Suiça, no Instituto Federal de Tecnologia de Zurique. Foi na Suiça que ela conheceu o seu marido e teve o primeiro de seus dois filhos. Quando retornou ao Brasil, tornou-se professora da Poli em 1986 e, nesse período, realizou um doutorado sanduíche na mesma instituição suiça. Seu doutorado em Engenharia de Transportes pela USP foi finalizado em 1995 enquanto trabalhava, estudava e cuidava dos dois filhos pequenos. Academicamente, Liedi se especializou em pavimentação e construção de estradas, aeroportos e ferrovias, mas também trabalha como consutora em projetos.
No âmbito da docência, além de ter se tornado professora em 1986, realizou sua Livre-Docência em 2001, cujo título é “Desenvolvimentos e Aprimoramentos de Tecnologia de Utilização de Solos Tropicais e de Misturas Asfálticas em Pavimentação”. Em 2006, foi nomeada professora titular da Escola, título que representa o topo da carreira docente. Na parte administrativa, Liedi foi a primeira mulher a ocupar a vice-diretoria da Escola Politécnica da USP, no ano de 2014. Em 2018, no dia 8 de março, assumiu a sua Diretoria até 2022. 

## Feitos
Liedi reformulou e introduziu disciplinas na graduação e pós-graduação da Poli-USP. Além disso, é uma das autoras de um livro que é referência para estudantes e profissionais: “Pavimentação Asfáltica: Formação Básica para Engenheiros”. 

## Formação
- Engenharia Civil, Escola Politécnica da USP (1981)
- Mestrado em Engenharia Civil, Escola Politécnica da USP (1987)
- Doutorado em Engenharia de Transportes, Escola Politécnica da USP (1995)
- Livre-Docência (2001-2001)